# Спасение (Доктор Кто)
Спасение (англ. The Rescue) — одиннадцатая серия британского научно-фантастического телесериала «Доктор Кто»,состоящая из двух эпизодов, которые были показаны 2 и 9 января 1965 года.

## Синопсис
Как заверяет Доктор, жители Дайдо были очень дружелюбными существами, когда он в последний раз там был. Так ли это? Спасётся ли Вики от ужасного Коквиллиона..?

## Сюжет

### Эпизод 1.Могущественный враг
ТАРДИС материализовалась. На некоем разбившемся корабле радар засек ТАРДИС. Девушка по имени Вики стала звать Беннета. Она сказала, что спасательный корабль прибыл. Беннет отказался в это верить и сказал, чтобы девочка связалась с кораблем. Предупредил её остерегаться коквелиона. Вики связалась с кораблем и узнала, что приземлившиеся - не спасательный корабль. ТАРДИС приземлилась и впервые в этот момент Доктор спит. Его будят и команда выходит из ТАРДИС. Они очутились где-то в горе. Доктор снова пошел спать, а Барбара с Йеном пошли искать выход из гор. Когда они ушли, к ТАРДИС подходит странное существо. Йен с Барбарой вышли наружу. Внизу горы был космический корабль, но он был разрушен.Тут появляется странное существо,которое выразило желание поговорить с Доктором. Йен уходит в пещеру. Барбару сковал страх. Существо начало подходить к ней и Барбара упала с обрыва. Существо держало в руке некий предмет. Из-за него происходит обвал и Йена чуть не убило. На звук выбежал Доктор, который начал его успокаивать. Барбара лежала на земле в руке у неё была ветка, за которую она наверное ухватилась и поэтому выжила.К ней кто-то подходит .Йен говорит,что скорее всего то существо напало на них.Доктор говорит,что здесь он уже был и эти существа дружелюбны. А предмет руке луч используемый для строительства. Доктор не понимает причину почему изменился их характер. Существо-коквилион пришел в корабль к Вики и начал спрашивать её :"зачем она так далеко отошла о корабля". Вики ответила, что взяла камни. Коквилион назвал её неблагодарной, ведь коквелион спас их с Беннетом от своего народа. Кокливион ушел к Беннету. Из под кровати вылезла Барбара. Оказалось, что их экипаж был приглашен на мероприятие. Вики не пошла из-за болезни. Когда пошла посмотреть - нашла лишь Беннета, но он не мог ходить. Вики скрыла от коквелиона о спасательном корабле. По какой-то причине коквелион их не убил.Вики слышала взрыв и она сказала,что он скорее всего убил команду Барбары также как и команду Вики. Йен и Доктор пытаются выбраться из пещеры другим путём. Когда коквелион ушел Вики познакомила Беннета с Барбарой. Пройдя немного в пропасти Йен с Доктором видят странное существо,скорее всего плотоядное. В отличие от коквелиона оно говорить не может. Йен выдрал некое кольцо из стены из дыры полилось масло. Вылезли два вертикальных ряда мечей, который разделили Доктора и Йена и "заперли" Йена также начали вылезать и другие мечи. Они медленно толкают Йена в пропасть, где внизу чудище.

### Эпизод 2.Отчаянные меры
Йен обвернул руку пиджаком и перелез через лезвия. Беннет отказывается драться с коквелионом по совету Барбары. Вики уходит за водой. Йен и Доктор ставят кольцо на место, лезвия исчезают,они идут дальше. Барбара достала из тумбочки и открыла коробочку. Йен с Доктором нашли дверь, но решили продолжить идти ведь они уже видели свет.Вики пришла с ведрами, а из пещеры вылезло чудовище из пропасти. Барбара увидела это в окне, достала сигнальную ракету, прицелилась.Вики крикнула: "Нет", но поздно Барбара попала по чудищу. Оно начало кричать. Животное звали-Сэнди. На крики побежали Доктор с Йеном. Вики начала отчитывать Барбару, что она убила Сэнди. Вики начала плакать в этот момент заходят Доктор с Йеном. Коквилион вышел из той самой двери мимо которой прошли Йен с Доктором и пошел к кораблю. Вики начала орать посылала их прочь. Доктор вывел Барбару с Йеном и остался с Вики наедине. Доктор успокоил Вики и она согласилась проводить его к Беннету, позже он попросил Вики помириться с Барбарой. Беннет не открывал дверь и Доктор стал пытаться её выбить. Йен с Барабарой рассказывают Вики, что они из 1963 года. Вики сделала вывод, что им 550 лет, что рассмешило Йена. Вики не верит, что Доктор - путешественник во времени. Доктор наконец выбил дверь. Доктор нашел записывающее устройство, которое говорило: "Вы не можете войти сюда". Также Доктор узнал, что устройство может прослушивать соседнюю комнату. Доктор нашел секретный ход в полу. Йен, Барбар и Вики решают проверить комнату, но не находят там ни Доктора, ни Беннета. Под землей Доктор нашел сундук с одеждой. Йен предлагает вернуться в ТАРДИС, сказав, что Доктор придет туда. Выходит коквилион и Доктор рассекретил в нем Беннета. Доктор сказал, что данная маска используется лишь в официальных случаях. Беннет признался, что он убил капитана и по прибытии его должны были арестовать. Он взорвал на торжественном приме и команду и местных. Девочка ничего не знала и Беннет решил оставить её в живых. Он оделся как коквилион, чтобы девочка подтвердила его сказку о плохих местных жителях.началась драка в результате, которой разбивается строительный луч. Без оружия Беннет начал душить Доктора, но тут появляются двое мужчин в белых одеждах. Беннет начинает пятиться назад и срывается в пропасть. Доктор теряет сознание. Просыпается Доктор уже в ТАРДИС. Он рассказывает Вики о происшедшем. Вики поняла, что теперь она одна. Доктор предлагает ей путешествовать вместе и она соглашается. Двое мужчин выключают радио, чтобы спасательный корабль не приземлялся. ТАРДИС материализовалась в другом месте, на краю обрыва. ТАРДИС начинает шатать из стороны в сторону и она падает с обрыва.

## Трансляции и отзывы
| Эпизод                | Дата показа   | Продолжительность | Телезрители (в миллионах) | Archive  |
| --------------------- | ------------- | ----------------- | ------------------------- | -------- |
| «Могущественный враг» | 2 января 1965 | 26:15             | 12.0                      | 16mm t/r |
| «Отчаянные меры»      | 9 января 1965 | 24:36             | 13.0                      | 16mm t/r |
| [ 1 ] [ 2 ] [ 3 ]     |               |                   |                           |          |